# Fiat 502
Fiat 502 — легковой автомобиль, выпускавшийся компанией Fiat с 1923 по 1926 год.
502 модель представляла собой больший по размеру и более роскошный вариант 501 модели.
Всего произведено 20 026 автомобилей.